# Pont romà de la Roqueta
El Pont romà de la Roqueta és una obra romana de Fontanilles (Baix Empordà) inclosa a l'Inventari del Patrimoni Arquitectònic de Catalunya.

## Descripció
Pont d'un sol arc a tocar del poble de Llabià. Està sobre un torrent sec, tocant sobre l'antic estany d'Ullastret, dessecat al segle XIX
Hom considera que és romà. És situat en l'antic i ja desaparegut camí romà que anava a Ullastret. Està construït a base d'una volta de pedra posada a sardinell.
Actualment hi ha ubicada una font al costat.
La conservació del pont és pèssima.